# STS-35
是历史上第三十八次航天飞机任务，也是哥伦比亚号航天飞机的第十次太空飞行。它攜帶了四架望遠鏡的太空實驗室天文台Astro-1，於1990年12月2日從佛羅里達州的甘迺迪太空中心升空。

## 任务成员
- 文斯·布兰德（Vance Brand，曾执行曾执行阿波罗-联盟测试计划、以及任务），指令长
- 盖伊·加德纳（Guy S. Gardner，曾执行以及任务），飞行员
- 杰弗利·霍夫曼（Jeffrey A. Hoffman，曾执行、以及任务），任务专家
- 约翰·朗治（John M. Lounge，曾执行、以及任务），任务专家
- 罗伯特·帕克（Robert A. Parker，曾执行以及任务），任务专家
- 萨穆埃尔·杜兰斯（Samuel T. Durrance，曾执行以及任务），有效载荷专家
- 罗纳德·帕里斯（Ronald A. Parise，曾执行以及任务），有效载荷专家